# Colonne Napoléon
Pour l’article homonyme, voir Colonne Napoléon (Luz-Saint-Sauveur).
Ne doit pas être confondu avec Colonne de la Grande Armée ou Colonne Vendôme.
La colonne Napoléon est une colonne commémorative érigée en 1844 à Val-de-la-Haye en Seine-Maritime, sur la rive droite de la Seine, quelques kilomètres en aval de Rouen, en souvenir du transbordement du cercueil de Napoléon Ier, le 9 décembre 1840, du vaisseau Le Normandie au bateau à vapeur La Dorade n°3, lors du Retour des cendres de l'Empereur, de l'île de Sainte-Hélène,.

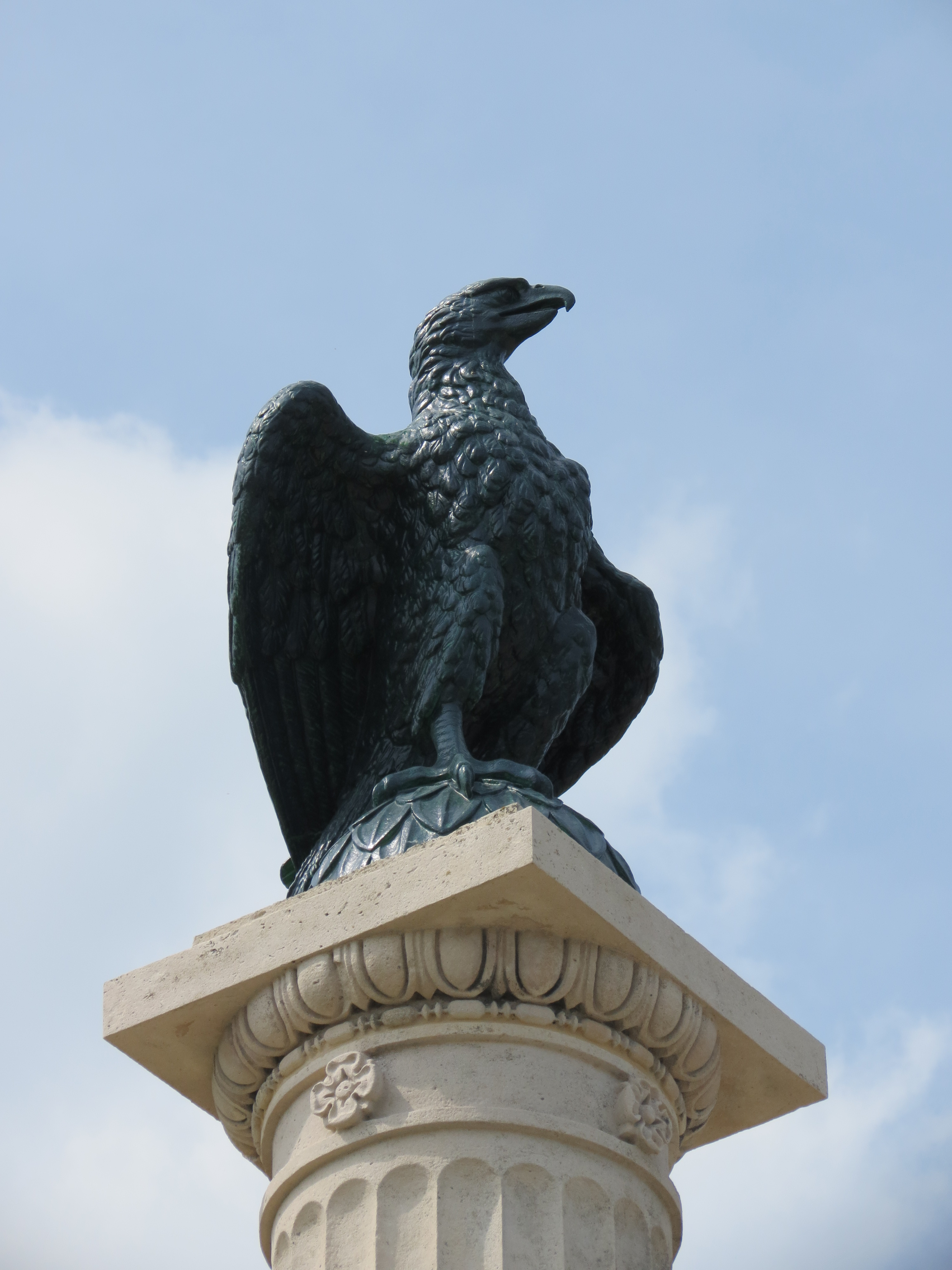
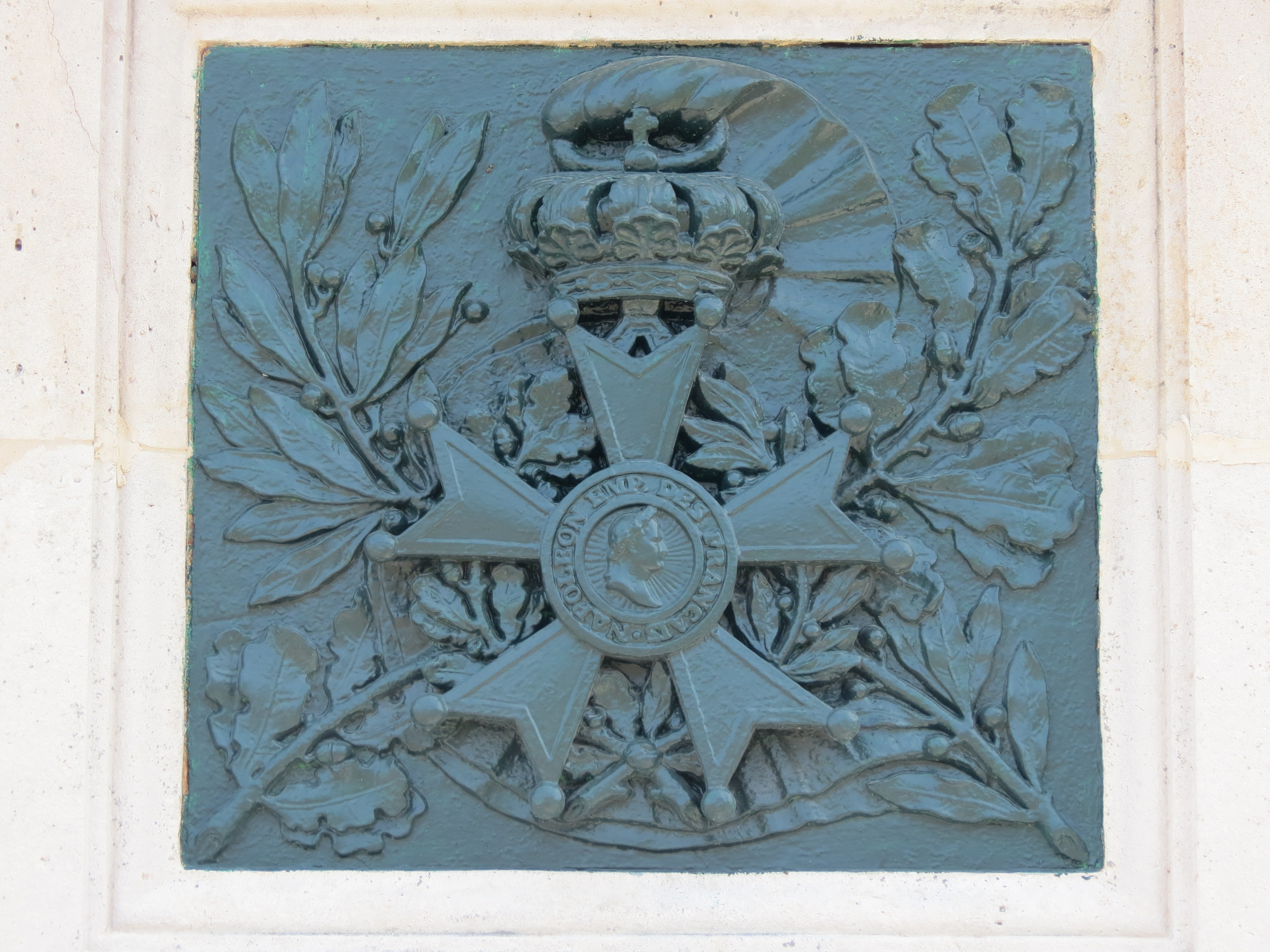
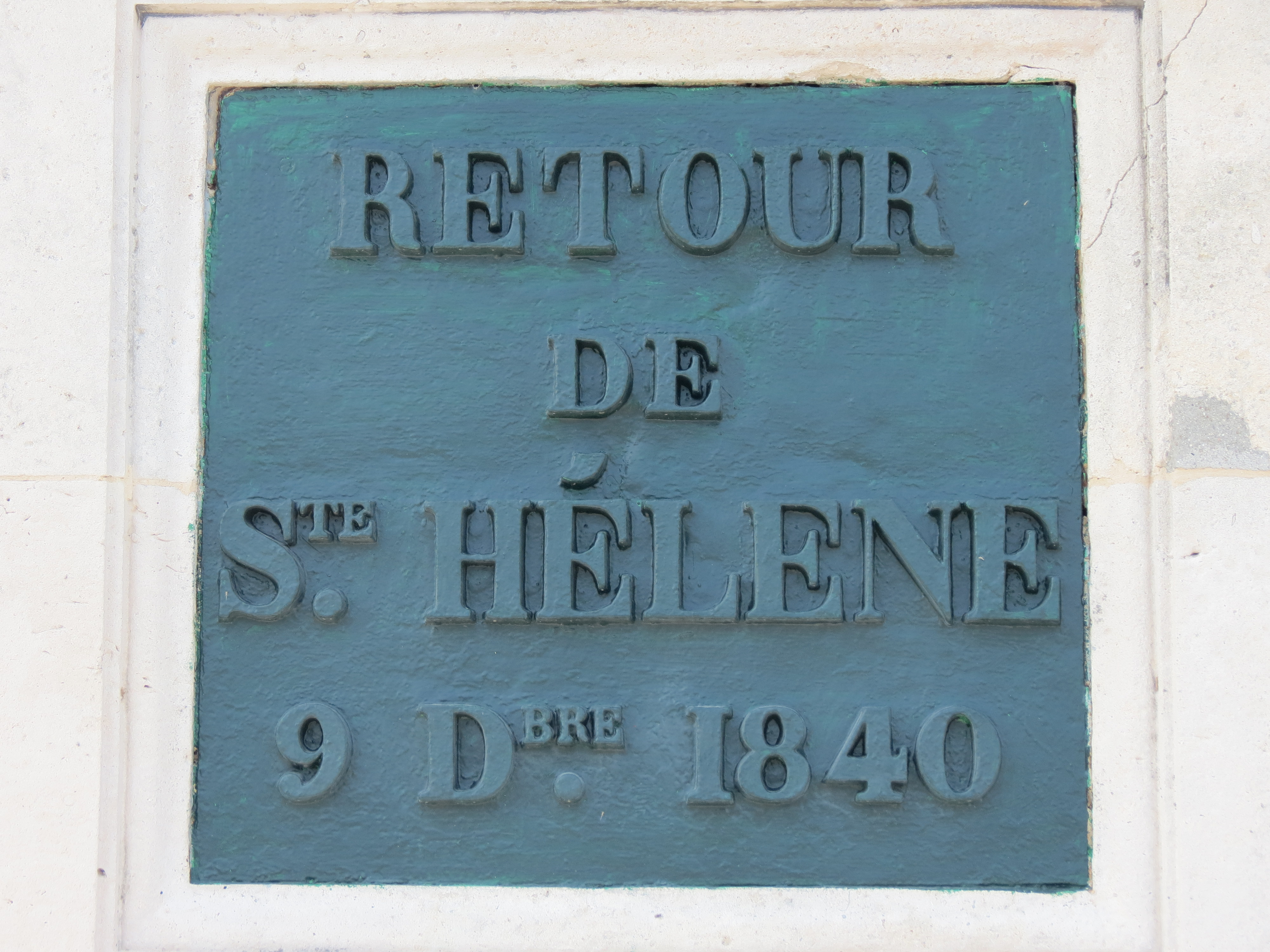
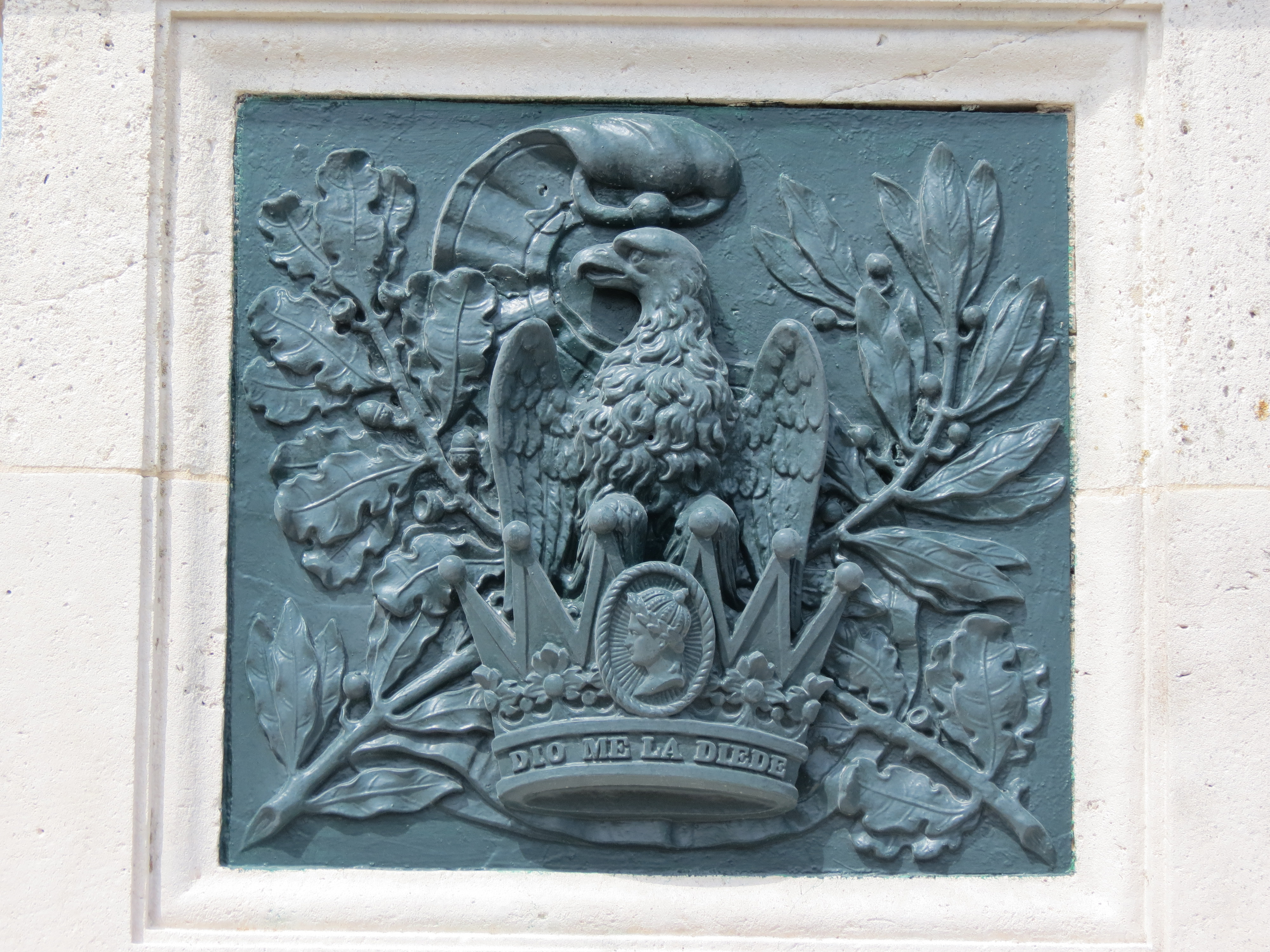